# 힙노시스
힙노시스(Hipgnosis)는 런던에 본부를 둔 영국 미술 디자인 그룹으로서 록 뮤지션과 밴드의 음반에 커버 아트를 제작하는 일을 전문으로 했다. 주목할 만한 커미션에는 핑크 플로이드, 티렉스, 프리티 씽즈, 블랙 사바스, UFO, 10cc, 배드 컴퍼니, 레드 제플린, AC/DC, 스콜피언스, 예스, 나이스, 에머슨, 레이크 & 파머, 데프 레퍼드, 폴 매카트니 & 윙스, 앨런 파슨스 프로젝트, 제네시스, 피터 가브리엘, 더 폴리스, 일렉트릭 라이트 오케스트라, 레인보우, 스틱스, 페즈밴드, XTC 그리고 알 스튜어트 등이 있었다.
힙그노스는 주로 캠브리지 원주민인 스톰 소거슨과 오브리 파웰, 그리고 후에 피터 크리스토퍼슨으로 구성되었다. 비록 소거슨이 2013년 4월 18일 사망할 때까지 앨범 디자인을 작업했고 파월은 영화와 비디오에서 일했지만, 이 그룹은 1983년에 해체되었다. 가장 주목할 만한 것은 폴 매카트니, 더 후, 몬티 파이튼의 날아다니는 서커스와 함께 일하며, 핑크 플로이드와 그 멤버 데이비드 길모어의 창조적인 감독이다.